# John Erik Fossum
John Erik Fossum (* 7. Mai 1956 in Stavanger) ist ein norwegischer Staatswissenschaftler und Hochschullehrer an der Universität Bergen.
Fossum studierte in Bergen, wo er 1981 den Abschluss als Magister machte. Den Master in Staatswissenschaft legte er 1983 an der University of California, Santa Barbara ab. An der University of British Columbia in Kanada promovierte er mit der Dissertation Assessing State Intervention: Federal Oil Policies 1973–84. Ab 1990 arbeitete er am Institut für Verwaltungs- und Organisationswissenschaft an der Universität Bergen, ab 2004 als Professor. Fossum arbeitet jetzt am ARENA – Zentrum für Europaforschung an der Universität Oslo. 
In seiner Forschung hat Fossum sich sehr mit der europäischen Integration beschäftigt. Er ist im Wissenschaftlichen Beirat für das Haus der Europäischen Geschichte. 

## Schriften
- mit H. P. Graver: Squaring the Circle on Brexit – Could the Norway Model Work? Policy Press, 2018.
- Federal Challenges and Challenges to Federalism (Journal of European Public Policy Series), Routledge 2018
- The European Union and the Public Sphere: A Communicative Space in the Making? (Routledge Studies on Democratising Europe, Band 4), 2007 ISBN 978-0415384568